# Nansheng, Huazhou
Nansheng (kinesiska: 南盛) är ett stadsdelsdistrikt i sydöstra Kina. Det ligger i Huazhou i staden Maoming i provinsen Guangdong, omkring 310 kilometer sydväst om provinshuvudstaden Guangzhou. Antalet invånare är 28 289. Befolkningen består av 13 614 kvinnor och 14 675 män. Barn under 15 år utgör 26,0 %, vuxna 15-64 år 61 %, och äldre över 65 år 11,0 %.